# Baza wojskowa
Baza wojskowa – specjalnie przygotowany obszar, wyposażony w lotniska (lądowiska), przystanie, koszary, magazyny, warsztaty, szpitale itp., zaopatrzony w zapasy żywności, amunicji, materiałów pędnych i innych oraz mający stałe garnizony; służy do okresowego lub stałego stacjonowania i bieżącego zaopatrywania wyznaczonych jednostek odpowiednich rodzajów sił zbrojnych.
Bazy z zasady mają znaczenie strategiczne. Obsadzone są przez jednostki różnych rodzajów sił zbrojnych. Bazy wojskowe (wojenne) rozmieszcza się na własnym lub obcym terytorium.

## Podział
Bazy wojskowe dzielą się na:
- lądowe:
  - baza materiałowo-techniczna;
  - baza remontowa;
  - baza przeładunkowa;
- powietrzne:
  - baza lotnicza;
  - baza lotniczo-techniczna;
  - baza rakietowa;
- morskie:
  - baza morska;
  - baza brzegowa;
  - baza manewrowa;
  - baza pływająca;
  - baza przeładunkowa.